# Zärtlich schnappt die Falle zu
Zärtlich schnappt die Falle zu (Originaltitel: How to Save a Marriage and Ruin Your Life) ist eine US-amerikanische Filmkomödie aus dem Jahr 1968 von Fielder Cook. Das Drehbuch verfassten Stanley Shapiro und Nate Monaster. Die Hauptrollen sind mit Dean Martin, Stella Stevens, Eli Wallach und Anne Jackson besetzt. Der 1967 gedrehte Film feierte am 17. Januar 1968 in New York City seine Uraufführung. In der Bundesrepublik Deutschland hatte er seine Premiere am 16. Februar 1968. Kameraveteran Lee Garmes gab hier seine Abschiedsvorstellung.

## Handlung
Der erfolgreiche Geschäftsmann Harry Hunter führt eine unglückliche Ehe. Trost findet er bei seiner Geliebten, Muriel. Als sein Freund David Sloane davon erfährt, fühlt sich dieser verpflichtet, Harrys Ehe zu retten. Eine Aussprache zwischen den beiden Freunden führt zu einem Gentlemen-Agreement: David soll die Treue von Harrys Geliebter auf die Probe stellen. Erliegt sie seinem Junggesellencharme, will Harry reumütig zu seiner Gattin zurückkehren.
Irrtümlich hält David Harrys neue Angestellte Carol für dessen Geliebte. Es dauert nicht lange, bis sich Carol in David verliebt, und so fällt es David nicht schwer, sie bei Harry, der von der Verwechslung nichts ahnt, zu kompromittieren. David fühlt sich als Wohltäter: Nach zwölfjähriger Ehe startet Harry mit seiner Frau in die zweiten Flitterwochen.
Jetzt aber klärt sich der Irrtum auf. Carol, die sich von David hintergangen fühlt, zahlt es ihm heim. Mit weiblicher List bringt sie ihn erst ins Gefängnis, dann in eine Nervenheilanstalt und zwingt ihn, für ihren Unterhalt aufzukommen. Schließlich lockt sie ihn mit dem Versprechen, sich am nächsten Tag wieder scheiden zu lassen und dann von allen finanziellen Forderungen Abstand zu nehmen, vor den Traualtar. Aber gleich nach der Hochzeit erkennt David, dass er Carol liebt. Auch für Harry hat das Schicksal ein glückliches Ende parat: Er trennt sich endgültig von seiner Frau und wird in Bälde seine Geliebte heiraten.

## Kritiken
Der Evangelische Film-Beobachter fasst seine Kritik wie folgt zusammen: „Variationen zu dem abgeklapperten Thema: Wie angelt sich ein amerikanisches Girl einen wohlhabenden amerikanischen Junggesellen? Eine jener Hollywoodkomödien, deren Erfolgsrezept offenbar darin besteht, daß sie einander so fatal ähneln. Die sich frivol gebende, aber im Grund nur hausbackene und zähflüssige Klamotte vermag wohl nur Anspruchslose zu unterhalten.“ Das Lexikon des internationalen Films nennt das „mäßig witzige Verwechslungs-Lustspiel“ eine „leicht frivole und reichlich einfältige Hollywoodkomödie, der auf halber Strecke Luft und Witz ausgehen.“